# Gingerdead Man 2: Passion of the Crust
Série
The Gingerdead Man
(2005) The Gingerdead Man 3
(2011)
Pour plus de détails, voir Fiche technique et Distribution.
Gingerdead Man 2: Passion of the Crust est un film américain réalisé par Silvia St. Croix, sorti en 2008. C'est la suite de The Gingerdead Man.

## Fiche technique
- Titre original : Gingerdead Man 2: Passion of the Crust
- Titre français : Gingerdead Man 2
- Réalisateur : Silvia St. Croix
- Scénarios : Muffy Bolding, William Butler, William Butler et Aaron Strongoni
- Producteur : Charles Band (réalisateur)
- Sociétés de production : Transition Entertainment, Wizard Entertainment
- Création des costumes : Sarah Fleming
- Maquilleur : John Carl Buechler
- Pays d'origine :  États-Unis
- Lieu de tournage : États-Unis
- Langue : anglais
- Genre : Comédie horrifique et fantastique
- Durée : 80 minutes
- Dates de sortie : 
  -  États-Unis : 4 juillet 2008
  -  France 1er juillet 2009

## Distribution
- K-von Moezzi : Kelvin Cheatum
- Kelsey Sanders : Heather Crocker
- Joseph Porter : Tommy Hines
- Frank Nicotero : Marty Dradel-Brillstein-Schwartz
- Jon Southwell : Jake Jackson
- Jacob Witkin : Sir Ian Cavanaugh
- Michelle Bauer : Polly Bunderhoof
- Bruce Dent : Ricki Johnson